# Haingoniaina Ramiandrisoa
Haingoniaina Durianah Ramiandrisoa (5 de mayo de 1997) es una deportista malgache que compite en judo. Ganó una medalla de bronce en el Campeonato Africano de Judo de 2020 en la categoría de +78 kg.

## Palmarés internacional
| Campeonato Africano | Campeonato Africano       | Campeonato Africano | Campeonato Africano |
| Año                 | Lugar                     | Medalla             | Categoría           |
| ------------------- | ------------------------- | ------------------- | ------------------- |
| 2020                | Antananarivo (Madagascar) | Medalla de bronce   | +78 kg              |